# Anisopteromalus camerunus
Anisopteromalus camerunus är en stekelart som först beskrevs av Jean Risbec 1956.  Anisopteromalus camerunus ingår i släktet Anisopteromalus och familjen puppglanssteklar. Inga underarter finns listade i Catalogue of Life.